# Драгоня (община Пиран)
Вижте пояснителната страница за други значения на Драгоня.
Драгоня (на словенски: Dragonja; на италиански: Dragogna) е село в Словения, Обално-крашки регион, община Пиран. Според Националната статистическа служба на Република Словения през 2015 г. селото има 395 жители.